# 極超短波
極超短波（ごくちょうたんぱ）とは、UHF（Ultra High Frequency）とも、言われ、300MHz - 3GHzの周波数の電波をいう。波長は10cm - 1m、デシメートル波とも呼ばれる。

## 概要
伝播の特徴としては電離層で反射せず地表波の減衰が激しいため、直進する空間波による短距離通信に利用される。また、波長が短くアンテナが小形化できるので移動通信に適する。
- 業務用移動通信
- 地上波テレビジョン放送（UHFテレビ放送）
- 軍用航空無線
- 無線航法
- 携帯電話（800MHz帯、1.5GHz帯、1.7GHz帯、2GHz帯）
- PHS（1.8GHz帯、1.9GHz帯）
- 無線LAN（2.4GHz帯）
- XGP、モバイルWiMAX（2.5GHz帯）
- アマチュア無線
- RFID
- デジタル簡易無線（400MHz帯）

などで利用される。

## 日本での地上波テレビジョン放送
470 - 770MHz（チャンネルは13 - 62ch）が割り当てられ、UHFを使用したアナログ放送は1960年に実験局が作られ、1963年に本放送を開始した。UHF放送初期はUHFチューナーを持たないテレビも数多く存在したため、UHFコンバーターが用いられることがあった。
関東・中京・近畿地方では全国独立放送協議会加盟の独立放送局をUHFもしくは独立U局と呼ぶことがあった。また、かつてUHF波の民放テレビ局が1局だった地域ではその局をUHFと呼ぶことがあり、テレビ静岡（SUT）、テレビ高知（KUTV）、テレビ宮崎（UMK）のように欧文略称にその名残がある民放局もある。かつてテレビ神奈川（tvk）では、「We are coming to you by Ultra-Hi-Frequency」とDJ風にアナウンスする自局のキャッチコピーCMが存在した。
2003年からデジタル放送が開始された。アナログ放送は2012年3月31日（東北3県以外は2011年7月24日）をもって全廃され、デジタル放送は2012年7月24日までに470 - 710MHz（13 - 52ch）に集約された。710 - 770MHz（53 - 62ch）は携帯電話などテレビ以外の用途に転用される。旧式のブースターを使用している場合、転用に伴いテレビ放送の受信に障害が発生する恐れがあるため、注意を呼びかけている。
UHFアンテナは電波の性質上横幅が小さいので小型化しやすく、テレビ放送が完全デジタル化され、アンテナ工事はアナログ時代より大幅に簡略化された。横幅が大きく小型化が難しいVHFまたはVU共用アンテナが無くなる分、アンテナ工事費及び部品代はアナログ時代より大幅に削減された。

## 準マイクロ波帯
極超短波の周波数のうち、1 - 3GHzの周波数を準マイクロ波帯、略して準マイクロ波または準マイクロとも言う。1980年代後半に800MHz帯が逼迫してきたため、官民共同で準マイクロ波帯実験実施連絡会を組織し新たな移動体通信用の周波数帯として開発された。この結果、1.5GHz帯が実用化されMCAや携帯電話に使われるようになった。その後も続々と移動体用を中心に開発が行われているが、最近は特に準マイクロ波帯と呼ばれることは無い。

## アマチュア無線
アマチュア業務に国際電気通信連合（ITU）の無線通信規則（RR）によりISMバンドや他の業務と共用するものを含めて分配された周波数を下表に示す。各国でアマチュア無線にこの表の周波数がすべて割り当てられているという意味ではない。
| バンド        | 第1地域 アフリカ・ヨーロッパ | 第2地域 北アメリカ・南アメリカ・ハワイ | 第3地域 アジア・オセアニア（ハワイは除く） |
| ------------- | ---------------------------- | -------------------------------------- | ------------------------------------------ |
| 70cm          | 430 - 440MHz                 | 420 - 450MHz                           | 420 - 450MHz                               |
| 33cm          |                              | 902 - 928MHz                           |                                            |
| 23cm          | 1.24 - 1.3GHz                | 1.24 - 1.3GHz                          | 1.24 - 1.3GHz                              |
| 13cm          | 2.3 - 2.45GHz                | 2.3 - 2.45GHz                          | 2.3 - 2.45GHz                              |
| ■は分配なし。 |                              |                                        |                                            |

日本での割当てはアマチュア無線の周波数帯を参照。